# Liselotte Neumann
| Foto                                    |                                                                     |
| Personalia                              |                                                                     |
| Geburtsdatum                            | 20. Mai 1966                                                        |
| Geburtsort                              | Finspång, Schweden                                                  |
| Größe                                   | 1,70 m                                                              |
| Nationalität                            | Schweden                                                            |
| Karriere                                |                                                                     |
| Profi seit                              | 1985                                                                |
| aktuelle Tour                           | LPGA Tour (seit 1988) Ladies European Tour                          |
| Anzahl Turniersiege                     | LPGA Tour: 13 Ladies European Tour: 8 Andere: 3 Team-Wettbewerbe: 1 |
| Major-Turniersiege                      |                                                                     |
| United States Women’s Open Championship | 1988                                                                |
| Auszeichnungen                          |                                                                     |
| LPGA Tour Neuling des Jahres            | 1988                                                                |
| Schwedische Golferin des Jahres         | 1994                                                                |

Liselotte „Lotta“ Neumann (* 20. Mai 1966 in Finspång, Schweden) ist eine schwedische Profigolferin. Zurzeit spielt sie vornehmlich auf der LPGA Tour.

## Amateurkarriere
Lotta Neumann war schwedische Amateurmeisterin in den Jahren 1982 und 1983 und Match-Play-Meisterin 1983. Sie nahm für Schweden 1982 und 1984 an den World Team Amateur Championships und 1984 auch an der European Team Championship teil.

## Profikarriere
Mit Beginn des Jahres 1985 wechselte Neumann in das Profilager. 1988 nahm sie erstmals an der LPGA Tour teil und gewann schon in diesem Jahr die United States Women’s Open Championship und wurde Rookie des Jahres.
Insgesamt errang sie 13 Siege auf der LPGA Tour, doch blieb ihr Sieg von 1988 der einzige Major-Sieg. Sie siegte zwar 1994 bei den Women’s British Open, doch zu diesem Zeitpunkt war dies Turnier zwar von der Ladies European Tour als Major-Turnier anerkannt, nicht jedoch von der LPGA Tour.
In der Geldrangliste erreichte sie 1994 ihr bestes Ergebnis, war aber auch 1996, 1997 und 1998 unter den Top Ten.
Während ihrer gesamten Karriere spielte Liselotte Neumann jede Saison auf der European Tour und auch in Asien.
Sechsmal spielte Neumann für Europa im Solheim Cup (1990, 1992, 1994, 1996, 1998 und 2000). Im Jahre 2006 gewann sie zusammen mit Annika Sörenstam den Women’s World Cup of Golf.
Sie ist Mitglied der LET auf Lebenszeit, eine Ehrung, die vor ihr nur sechs andere Golferinnen erhalten haben.

## Siege als Profi

### Auf der LPGA Tour
| Jahr | Erfolge | Turnier |
| ---- | ------- | --- |
| 1988 | 1       | United States Women’s Open Championship (Golf)                                                                        |
| 1991 | 1       | Mazda Japan Classic                                                                                                   |
| 1994 | 3       | Minnesota LPGA Classic Women’s British Open GHP Heartland Classic                                                     |
| 1996 | 3       | Chrysler-Plymouth Tournament of Champions PING Welch’s Championship First Bank Presents the Edina Realty LPGA Classic |
| 1997 | 2       | PING/Welch’s Championship Toray Japan Queens Cup                                                                      |
| 1998 | 2       | Standard Register PING Chick-fil-A Charity Championship                                                               |
| 2004 | 1       | Asahi Ryokuken International Championship                                                                             |

### Andere Siege
| Jahr | Erfolge | Turnier                                                     |
| ---- | ------- | ----------------------------------------------------------- |
| 1985 | 2       | IBM European Open Hoganas Open (beide Ladies European Tour) |
| 1986 | 1       | BMW German Open (LET)                                       |
| 1987 | 1       | France Open (LET)                                           |
| 1988 | 1       | BMW German Open (LET)                                       |
| 1989 | 1       | Singapore Open (Ladies Asian Tour)                          |
| 1991 | 1       | IBM Ladies Open (LET)                                       |
| 1994 | 1       | Trygg Hansa Ladies’ Open (LET)                              |
| 1995 | 1       | Australian Women’s Open (ALPG)                              |
| 1996 | 1       | Trygg Hansa Ladies’ Open (LET)                              |
| 1997 | 1       | Takara World Invitational (JLPGA)                           |
| 2006 | 1       | Women’s World Cup of Golf (zusammen mit Annika Sörenstam)   |

### Ergebnisse bei Major-Turnieren
| Turnier                                 | 1987 | 1988 | 1989 | 1990 | 1991 | 1992 | 1993 | 1994 | 1995 | 1996 | 1997 | 1998 | 1999 | 2000 |
| --------------------------------------- | ---- | ---- | ---- | ---- | ---- | ---- | ---- | ---- | ---- | ---- | ---- | ---- | ---- | ---- |
| Kraft Nabisco Championship              | CUT  | DNP  | T28  | CUT  | T30  | T26  | T40  | T11  | T32  | T10  | T16  | T5   | T58  | 72   |
| LPGA Championship                       | DNP  | DNP  | T10  | T27  | T11  | T2   | T25  | T3   | T38  | T41  | CUT  | T37  | 2    | CUT  |
| United States Women’s Open Championship | CUT  | 1    | T20  | T54  | T15  | 15   | 62   | 3    | T21  | T8   | T14  | 3    | T17  | CUT  |
| du Maurier Classic                      | DNP  | CUT  | CUT  | 4    | T19  | T20  | CUT  | 3    | 2    | T6   | 2    | T48  | T34  | CUT  |

| Turnier                                 | 2001 | 2002 | 2003 | 2004 | 2005 | 2006 | 2007 | 2008 | 2009 |
| --------------------------------------- | ---- | ---- | ---- | ---- | ---- | ---- | ---- | ---- | ---- |
| Kraft Nabisco Championship              | T18  | 2    | T42  | DNP  | T55  | T45  | T61  | T15  | CUT  |
| LPGA Championship                       | T12  | T52  | T67  | CUT  | T31  | T29  | 68   | T29  | CUT  |
| United States Women’s Open Championship | T39  | T37  | CUT  | T20  | T19  | CUT  | CUT  | CUT  |      |
| Women’s British Open                    | 55   | T35  | CUT  | CUT  | T5   | T31  | CUT  | DNP  |      |

DNP = nicht teilgenommen (Did Not Play)

CUT = Cut verfehlt

“T” geteiltete Platzierung (tied)